# Eduardo de Pedro
Eduardo Enrique "Wado" de Pedro (Mercedes, 11 de novembro de 1976) é um advogado argentino e político do Partido Justicialista, atualmente servindo como Ministro do Interior do país. Anteriormente, atuou como Deputado Nacional da Província de Buenos Aires, como membro do Conselho de Magistratura e Secretário Geral da Presidente Cristina Fernández de Kirchner.
De Pedro foi um dos membros fundadores da La Cámpora, a ala juvenil da Frente para a Vitória. Foi vice-presidente da Aerolíneas Argentinas e da Austral Líneas Aéreas de 2009 a 2011.

## Início da vida e educação
Eduardo Enrique de Pedro nasceu em 11 de novembro de 1976 em Mercedes, na Província de Buenos Aires. Seu pai, Eduardo Osvaldo de Pedro, estudante de direito na Universidade de Buenos Aires e membro da organização Montoneros, foi morto pela última ditadura militar na Argentina em 1977. Sua mãe, Lucila Adela Révora foi raptada pelas autoridades estatais em 1978 enquanto grávida. Seu nome é mencionado no relatório Nunca Más. Eduardo Enrique, de dois anos, foi criado pela tia Estela Révora.
De Pedro tem gagueira desde a infância. Como seu pai, de Pedro estudou direito na Universidade de Buenos Aires, e depois fez mestrado em políticas públicas na Universidade de San Andrés. Ele é um membro fundador do HIJOS.

## Carreira política
A carreira política de De Pedro começou em 2004, quando foi nomeado Chefe de Gabinete da Subsecretaria de Turismo da Cidade de Buenos Aires, durante o governo de Aníbal Ibarra. Em 2006, ao lado de Máximo Kirchner, Andrés Larroque, Juan Cabandié, Mariano Recalde e José Ottavis, de Pedro co-fundou La Cámpora, uma organização política juvenil que atuava como ala juvenil da Frente para a Vitória. Em 2009, foi nomeado para a diretoria das recentemente renacionalizadas Aerolíneas Argentinas e Austral Líneas Aéreas.
Em 2011 foi eleito para a Câmara dos Deputados na lista da Frente pela Vitória, representando a Província de Buenos Aires. Representando o bloco majoritário na Câmara, de Pedro foi designado membro do Conselho da Magistratura da Nação em fevereiro de 2014.
Em 26 de fevereiro de 2015 foi designado secretário-geral da Presidência sob a presidência de Cristina Fernández de Kirchner, cargo que ocupou até 10 de dezembro de 2015, quando terminou o mandato de Fernández de Kirchner. De Pedro encabeçou a lista partidária da Frente pela Vitória na Província de Buenos Aires nas eleições legislativas de 2015, e em 2018 foi novamente designado como um dos representantes da Câmara no Conselho da Magistratura, desta vez representando o bloco minoritário.
Desde 10 de dezembro de 2019, atua no gabinete do presidente Alberto Fernández como Ministro do Interior.